# Turîlce, Borșciv
Turîlce (în ucraineană Турильче) este localitatea de reședință a comunei Turîlce din raionul Borșciv, regiunea Ternopil, Ucraina.

## Demografie
Componența lingvistică a localității Turîlce
     Ucraineană (98,01%)
     Rusă (1,12%)
     Alte limbi (0,24%)
Conform recensământului din 2001, majoritatea populației localității Turîlce era vorbitoare de ucraineană (98,01%), existând în minoritate și vorbitori de rusă (1,12%).